# Неллінген
Неллінген (нім. Nellingen) — громада в Німеччині, знаходиться в землі Баден-Вюртемберг. Підпорядковується адміністративному округу Тюбінген. Входить до складу району Альб-Дунай.
Площа — 35,78 км2. Населення становить 2045 ос. (станом на 31 грудня 2020).